# アルノルト・ビュッシャー
アルノルト・ビュッシャー（Arnold Büscher、1899年12月16日 ‐ 1949年8月2日）は、ナチス・ドイツの強制収容所の看守。親衛隊隊員。親衛隊における最終階級は親衛隊中尉(SS-Obersturmführer)。

## 略歴
レーメ(de:Rehme)出身。第一次世界大戦に出征し、二級鉄十字章を叙勲した。戦後、ナチ党と親衛隊に入隊。ナチ党員番号556,757。親衛隊員番号は11,862。
1939年から1941年にかけてはザクセンハウゼン強制収容所に勤務し、1941年にはブーヘンヴァルト強制収容所に勤務していた。1944年9月にアーモン・ゲートの後任としてクラクフ・プワシュフ強制収容所の所長に就任。クラクフ・プワシュフ強制収容所の撤収作業を指揮した。この後、ノイエンガンメ強制収容所に勤務した。
戦後、連合軍に逮捕されてポーランドへ移送され、クラクフ・プワシュフ強制収容所所長としての行為について裁判にかけられた。囚人ミーテク・ペンパーによると彼の在任期間は短く、特に残虐行為はなかったという。にもかかわらずポーランドの裁判所は彼に死刑判決を下し、1949年にビュッシャーは絞首刑に処されている。